# Aka (vattendrag)
Aka är en flod i Kongo-Kinshasa, ett biflöde till Dungu. Den rinner genom provinsen Haut-Uele, i den nordöstra delen av landet, 1 800 km nordost om huvudstaden Kinshasa. Mellan 1908 och 1923 utgjorde floden gräns mellan Belgiska Kongo och Anglo-egyptiska Sudan.